# Lac de la Brèche
Le lac de la Brèche est un lac situé à l'ouest de la Grande Terre dans les îles Kerguelen des Terres australes et antarctiques françaises (TAAF).

## Géographie

### Situation
Le lac de la Brèche est situé à l'extrémité occidentale de la Grande Terre et de la calotte glaciaire Cook, à environ 100 m d'altitude, dans le prolongement de la vallée méridionale descendant du mont de la Faille (culminant à 812 m) depuis le col homonyme. Allongé, il fait 1,9 km de longueur et 0,5 km de largeur maximales, et est alimenté par la rivière des Six Lacs qui traverse six étendues d'eau et parcourt la zone à l'ouest du glacier Cook. Son exutoire rejoint le lac du Val Mort, situé  800 m en aval, avant que la rivière ne se jette dans la baie du Tonnerre dans l'océan Indien.

### Toponyme
Le lac doit son nom – attribué en 1966 par la commission de toponymie des îles Kerguelen – à sa position dans la faille géologique nord-sud qu'il occupe.